# ДОТ № 420 (КиУР)

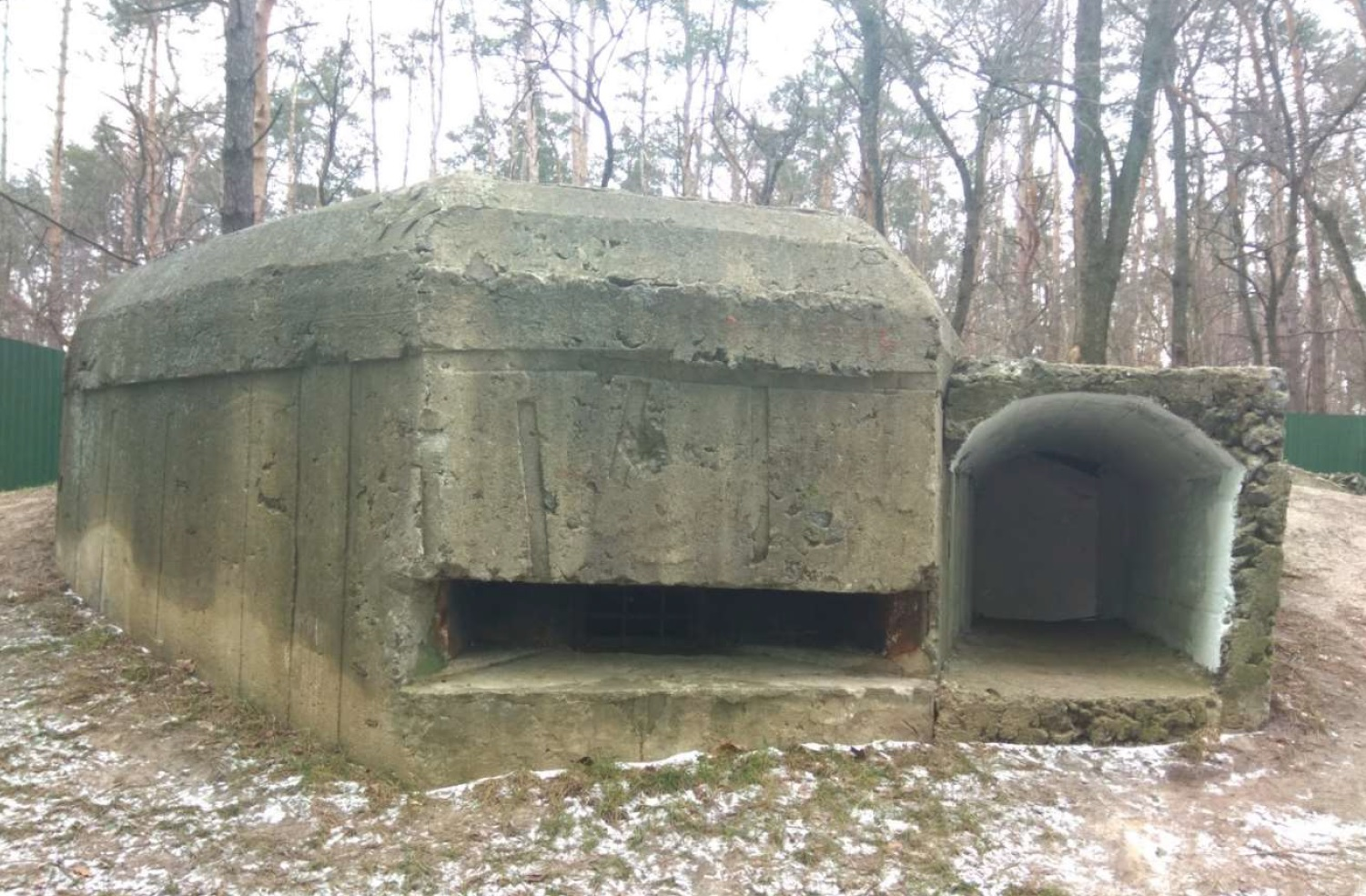
ДОТ № 420. Вид з фронту. Добре видно ползковий лаз праворуч від амбразури.

50°26′36″ пн. ш. 30°18′36″ сх. д. / 50.44333° пн. ш. 30.31000° сх. д.
ДОТ № 420 — довготривала оборонна точка, що входила до складу першої лінії оборони Київського укріпленого району.

## Історія будівництва
ДОТ № 420 має один поверх та всього один невеликий каземат на 1 кулеметну амбразуру для станкового кулемета. Це споруда типу «МС», тобто це одноамбразурний ДОТ з невеликою стійкістю до артилерійського обстрілу. Вона могла витримати 1 пряме влучаня 122-мм гаубиці. Відповідно товщина стін не перевищувала 100 см, а перекриття — 60 — 75 см. Вогневу точку побудовано у 1929 році у глубині оборони у лісі для прикриття підходів до села Петропавлівська Борщагівка. Цей ДОТ — єдиний із усіх оборонних точок типу «МС» на території КиУР, що обладнано повзковим лазом, який веде до амбразури. Призначенням подібного лазу була можливість під час бою прибрати від амбразури уламки дерев або зірвану вибухами маскувальну сітку або прийняти бій на ближніх дистанціях із штурмовими групами супротивника. Таки повзкові лази будували і у інших оборонних спорудах КиУР, наприклад у 2-амбразурному казематі ДОТ № 401/402.
Усього на теренах КиУР існувало 20 ДОТ типу «МС», 4 з них збереглися до 2000-х — 2010-х років. Лише кулеметні гнізда типу «Барбет» (КиУР) були легшими по стійкості ніж споруди типу «МС».

## Служба

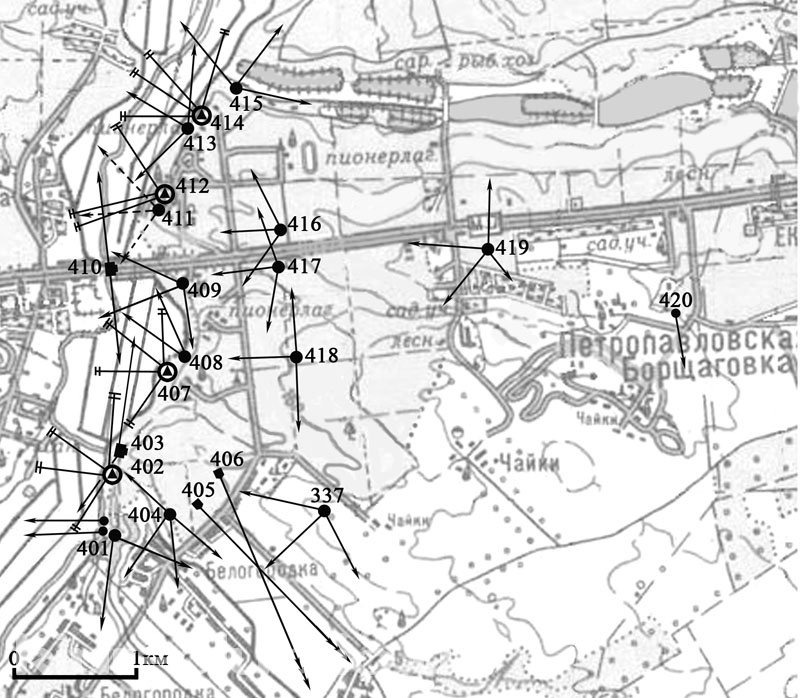
ДОТ № 420 у системі оборони 3-го БРО КиУР

З початком Німецько-радянської війни гарнізон ДОТ № 420 складався з 4 бійців 193-го окремого кулеметного батальйону КиУР. На даній ділянці оборони було спокійно впродовж липня — серпня 1941 року.
Під час другого штурму КиУР, що розпочався 16 вересня 1941 року, ДОТ № 420 не мав бойового контакту із супротивником. Вдень 18 вересня війська 37-ї армії Південно-Західного фронту розпочали за наказом відхід з КиУР та міста Київ. Гарнізони оборонних споруд КиУР належали до останніх, хто відходив на лівий берег Дніпра, серед них був і гарнізон ДОТ № 420. Під час відступу власний гарнізон не підірвав споруду. Але не виключено, що внутрішнє обладнання та кулемет були тоді виведені з ладу. Удень 19 вересня передові загони 71-ї піхотної дивізії німців зайняли територію 3-го БРО без бою, затримуючи лише дезертирів-червоноармійців та перебіжчиків. Під час зачистки, після 19 вересня 1941 року, німецькі сапери споруду також не знищили.
Історія ДОТ № 420, як і всього 3-го батальйонного району оборони КиУР нагадує доктрину «Fleet in being» у дії. Чисельна група ДОТ поблизу Брест-Литовського шосе, посилена польовими укріпленнями та артилерією, стримувала німців від повномасштабного штурму цього відтинку фронту. З іншого боку це примушувало супротивника тримати занадто велику кількість військ перед 3-м БРО, які могли б бути задіяні на інших ділянках фронту. Адже існувала небезпека, що радянські війська, прикриваючись оборонними спорудами, можуть перейти до сильної, підготовленої контратаки значними силами.

## Сьогодення
ДОТ № 420 знаходиться у доброму стані. У ньому створено невеличкий музей, присвячений обороні Києва від нацистів.

## Галерея

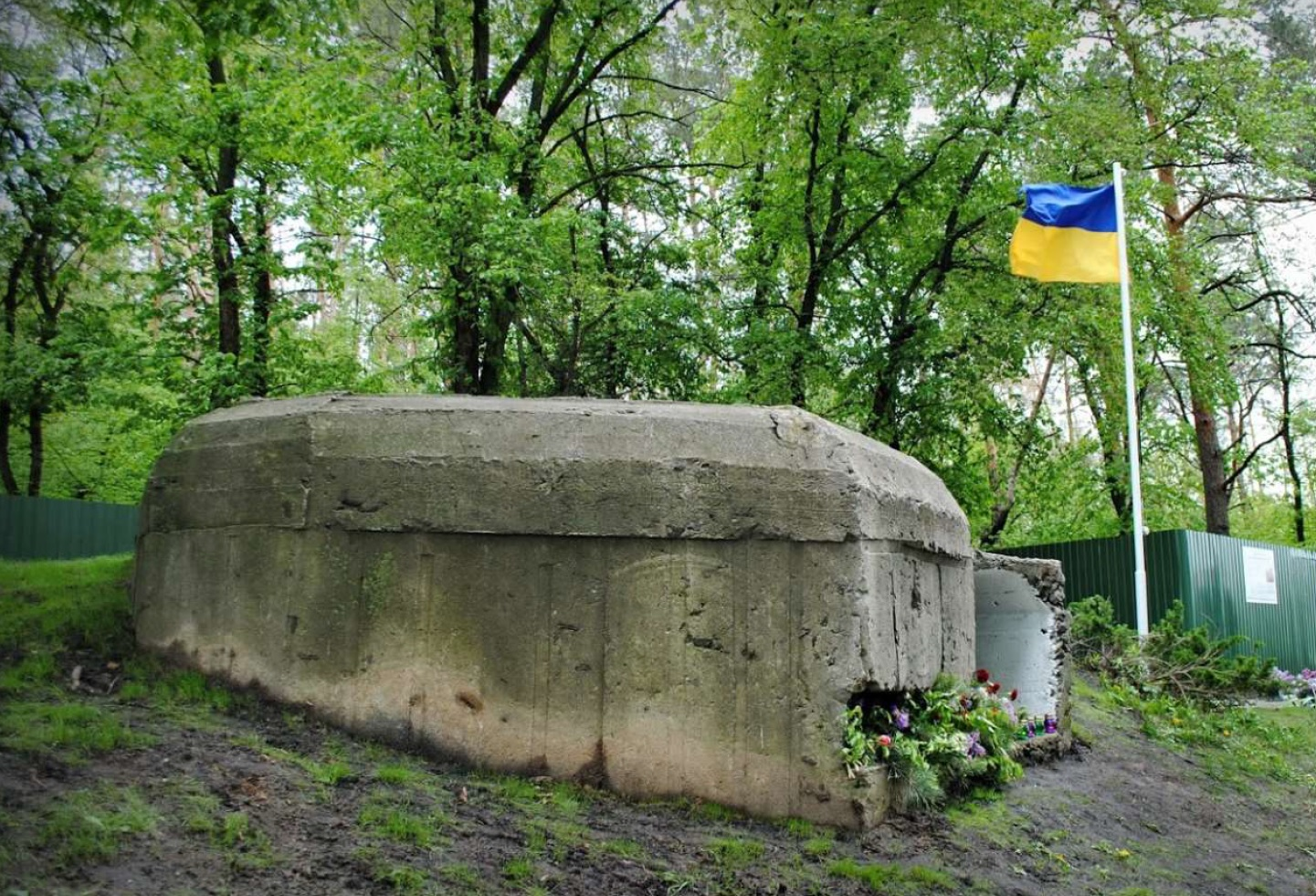
Вид зправа.
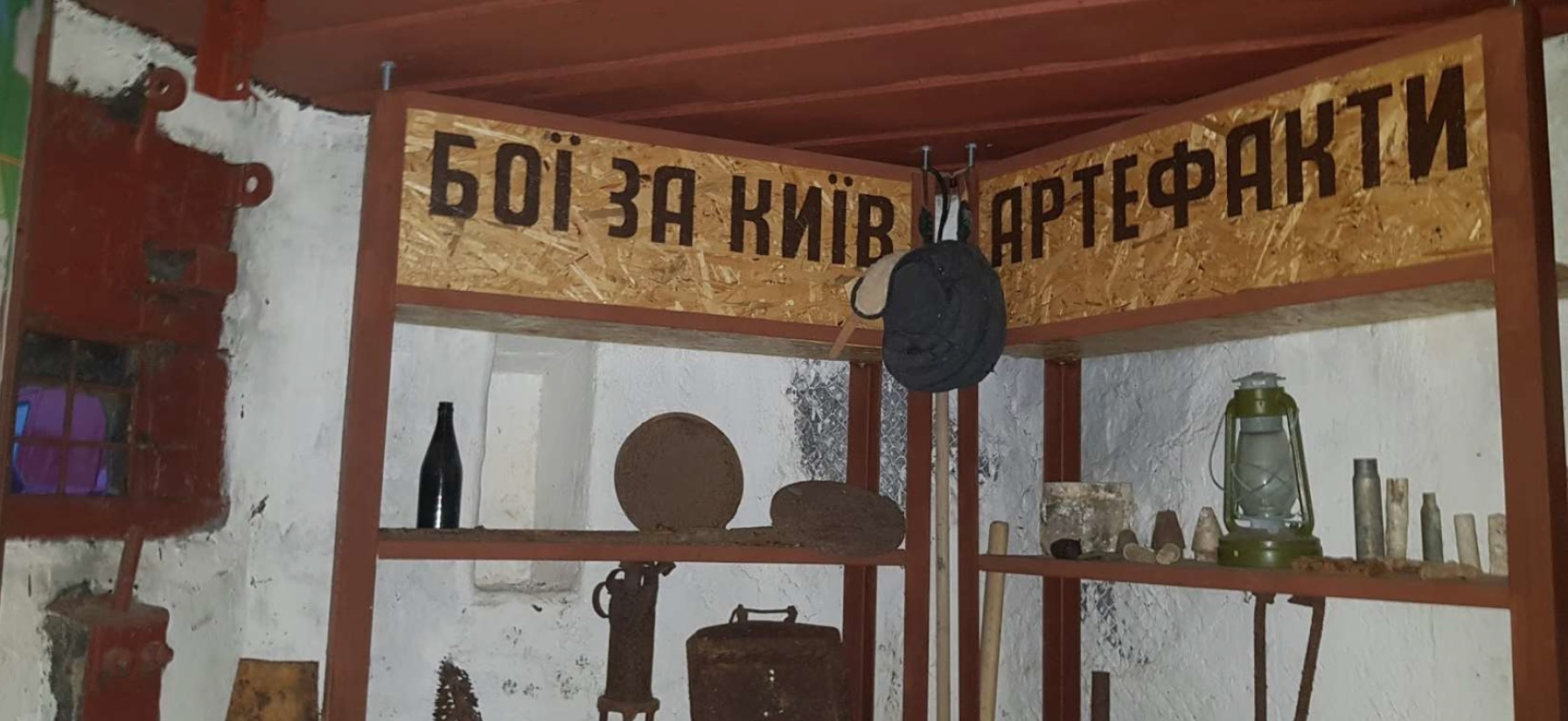
Міні-музей у ДОТ № 420.